# Droga krajowa B402 (Niemcy)
Droga krajowa 402 (Bundesstraße 402, B 402) – niemiecka droga krajowa przebiegająca z zachodu na południowy wschód od granicy z Holandią koło Schöninghsdorf do Fürstenau w Dolnej Saksonii.

## Odcinki międzynarodowe
Droga pomiędzy przejściem granicznym z Holandią a skrzyżowaniem z drogą B213 w Haselünne jest częścią trasy europejskiej E233 (ok. 32 km).